# Zifta-Stauwehr
Das Zifta-Stauwehr (arabisch قناطر زفتى Qanāṭir Ziftā, englisch Zefta Barrage) ist eine Talsperre über den Damietta-Arm des Nils im Nildelta bei Zifta in Ägypten.
Das Zifta-Stauwehr wurde in den Jahren 1901 und 1902 gebaut, gleichzeitig mit der ebenfalls 1902 fertiggestellten, rund 1000 km flussaufwärts gelegenen Assuan-Staumauer und dem Asyut-Stauwehr. Die drei Bauwerke waren Teil eines groß angelegten Projektes, die Bewässerungsmethoden am Nil von der saisonalen Bewässerung in Überschwemmungsbassins zur ganzjährigen Bewässerung durch Kanäle umzustellen. Das Zifta-Stauwehr diente dazu, das von der Assuan-Staumauer zurückgehaltene und bevorratete Nilwasser während der Niedrigwasserperiode in Kanäle einzuleiten, um die flussabwärts im nördlichen Teil des Deltas gelegenen Felder der Provinzen al-Gharbiyya, ad-Daqahliyya und Dumyat (Damiette) besser zu bewässern. Es ergänzte damit die 86,5 km flussaufwärts, unterhalb von Kairo gelegenen Delta Barrages.

## Beschreibung
Das Zifta-Stauwehr steht drei Kilometer unterhalb der Eisenbahnbrücke von Zifta. Die Gewichtsstaumauer hat einen geradlinigen Grundriss, ihre Dammkrone ist 357 m lang. An die Dammkrone schließt sich an der westlichen Uferseite eine gleichzeitig mit dem Stauwehr gebaute Schleuse an. Eine weitere, am östlichen Ufer gebaute Schleuse wurde inzwischen durch eine moderne Schleusenanlage mit einer 16 m breiten und 130 m langen Kammer ersetzt. Auf der Dammkrone verläuft eine zweispurige Straße.
Das Stauwehr hat 50 Grundablasstore, die jeweils 5 m breit und von 2 m starken Pfeilern eingerahmt sind und von zwei großen Portalkranen auf der Dammkrone bedient werden. Jeder zehnte Pfeiler ist jedoch 5 m stark, so dass sich eine lange Reihe mit Gruppen aus jeweils zehn Toren ergibt. Die Fundamentplatte der Mauer besteht aus Beton, die Pfeiler aus Werksteinblöcken mit einem Kern aus Bruchsteinmauerwerk.

## Geschichte
Muhammad Ali Pascha hatte während seiner von 1805 bis 1848 dauernden Herrschaft über Ägypten den Bau der Delta Barrages befohlen, die zwar erst nach seinem Tod fertiggestellt wurden, mit denen aber die ganzjährigen Bewässerung durch Kanäle eingeleitet wurde, wodurch mehrere Ernten und erstmals der Anbau von Baumwolle möglich wurden. Nachdem sich die spätere Sanierung der Delta Barrages als erfolgreich erwiesen hatte, begannen die Briten, die ganzjährige Kanalbewässerung in großem Umfang einzuführen.
Das Zifta-Stauwehr wurde von Major Robert Hanbury Brown geplant, der sich bereits bei der Sanierung der Delta Barrages einen Namen gemacht hatte. Das Wehr wurde Anfang 1903 in Betrieb genommen.
1949–1953 wurde das Zifta-Stauwehr umgebaut, um die Stauhöhe auf 4,5 m anheben zu können.
2010 wurde eine Machbarkeitsstudie ausgeschrieben, um das Zifta-Stauwehr durch eine neue Anlage zu ersetzen, die den gestiegenen Ansprüchen der Bewässerung der in den letzten hundert Jahren erheblich vergrößerten landwirtschaftlichen Flächen gerecht wird.